# Helmondia '55 in het seizoen 1960/61
Het seizoen 1960/1961 was het zesde jaar in het bestaan van de Helmondse betaaldvoetbalclub Helmondia '55. De club kwam uit in de Eerste divisie A en eindigde daarin op de 18e plaats, hiermee degradeerde club rechtstreeks naar de Tweede divisie. Tevens deed de club mee aan het toernooi om de KNVB beker, hierin werd de club in de groepsfase uitgeschakeld.

## Wedstrijdstatistieken

### Eerste divisie A
|       | AGOVV | BVV   | D.F.C. | EDO   | Enschedese Boys | Fortuna | Hermes DVS | HVC   | KFC   | Leeuwarden | Limburgia | RBC   | Stormvogels | Veendam | Vitesse | Volendam | De Volewijckers |
| ----- | ----- | ----- | ------ | ----- | --------------- | ------- | ---------- | ----- | ----- | ---------- | --------- | ----- | ----------- | ------- | ------- | -------- | --------------- |
| Thuis | 3 – 3 | 0 – 2 | 1 – 4  | 3 – 3 | 2 – 2           | 1 – 1   | 3 – 0      | 2 – 3 | 0 – 4 | 2 – 5      | 0 – 2     | 1 – 2 | 0 – 2       | 5 – 1   | 1 – 3   | 1 – 4    | 0 – 7           |
| Uit   | 5 – 2 | 3 – 0 | 2 – 4  | 1 – 0 | 3 – 2           | 0 – 1   | 3 – 1      | 0 – 0 | 5 – 2 | 6 – 2      | 3 – 0     | 6 – 2 | 3 – 2       | 5 – 2   | 3 – 1   | 7 – 0    | 1 – 1           |

### KNVB beker
| Groepsfase                                          | Eindhoven                                                | 3 – 0         | Helmondia '55              |
| 14 augustus 1960 Plaats: Eindhoven Aalsterweg       | Wim van Kessel –', –' Ad Brocken                         |               |                            |
| Groepsfase                                          | Helmondia '55                                            | 2 –0          | Helmond                    |
| 17 augustus 1960 Plaats: Helmond De Braak           | Onbekend                                                 |               |                            |
| Groepsfase                                          | PSV                                                      | 7 – 1 (4 – 0) | Helmondia '55              |
| 18 september 1960 Plaats: Eindhoven Philips Stadion | Coen Dillen 14', 27', 41', 54', 79', 90' Jan Renders 21' |               | Onbekend                   |
| Groepsfase                                          | Helmondia '55                                            | 1 – 2 (0 – 2) | Gemert                     |
| 30 oktober 1960 Plaats: Helmond De Braak            | Jan van Beurden 80'                                      |               | Cor Vereijken Tonny Simons |

## Statistieken Helmondia '55 1960/1961

### Eindstand Helmondia '55 in de Nederlandse Eerste divisie A 1960 / 1961
| Stand | Gespeeld | Gewonnen | Gelijk | Verloren | Punten | Doelpunten voor | Doelpunten tegen |
| ----- | -------- | -------- | ------ | -------- | ------ | --------------- | ---------------- |
| 18e   | 34       | 4        | 6      | 24       | 14     | 47              | 104              |

### Topscorers
| #                    | Naam                | Goal |
| -------------------- | ------------------- | ---- |
| 1.                   | Theo Spierings      | 20   |
| 2.                   | Gerrit Swinkels     | 6    |
| 3.                   | Harrie Duda         | 5    |
| 4.                   | Jack van der Schoot | 4    |
| 4.                   | Harry Swanenberg    | 4    |
| 6.                   | Chris Ermens        | 2    |
| 7.                   | Van Aerle           | 1    |
| 7.                   | Frie                | 1    |
| 7.                   | Jan van Gerven      | 1    |
| 7.                   | Paul Merkx          | 1    |
| Onbekende doelpunten |                     |      |
| –                    | Onbekend            | 2    |
| Totaal               | Totaal              | 47   |

| #                    | Naam            | Goal |
| -------------------- | --------------- | ---- |
| 1.                   | Jan van Beurden | 1    |
| Onbekende doelpunten |                 |      |
| –                    | Onbekend        | 3    |
| Totaal               | Totaal          | 4    |